# Turn It Up Faggot
Turn It Up Faggot är Deerhunters debutalbum. Sångaren Bradford Cox skapade skivomslaget till albumet, som är en bild på Jared Swilley från Black Lips. Albumet är officiellt obetitlat, men har senare blivit känt som Turn It Up Faggot.
Albumet är tillägnat Justin Bosworth, tidigare bandets basist, som dog i en olycka 2004.

## Låtlista
| Nr           | Titel             | Längd |
| ------------ | ----------------- | ----- |
| 1.           | N. Animals        | 2:34  |
| 2.           | Adorno            | 4:36  |
| 3.           | Tech School       | 2:29  |
| 4.           | Ponds             | 2:50  |
| 5.           | Language/Violence | 2:36  |
| 6.           | Oceans            | 3:47  |
| 7.           | Basement          | 2:59  |
| 8.           | Young Layer       | 2:19  |
| 9.           | Death Drag        | 6:16  |
| Total längd: | Total längd:      | 30:31 |